# Art Linkletter
Art Linkletter (ur. 17 lipca 1912 w Moose Jaw, zm. 26 maja 2010 w Los Angeles) – amerykańska osobowość radiowa i telewizyjna pochodzenia kanadyjskiego.

## Wyróżnienia
Posiada dwie gwiazdy na Hollywoodzkiej Alei Gwiazd.